# Koveroinen
Koveroinen är en sjö i kommunen Jämsä i landskapet Mellersta Finland i Finland. Sjön ligger 100,2 meter över havet. Arean är 57 hektar och strandlinjen är 6,91 kilometer lång. Sjön  ingår i Kymmene älvs huvudavrinningsområde.   Den ligger omkring 40 kilometer väster om Jyväskylä och omkring 210 kilometer norr om Helsingfors. 
Koveroinen ligger öster om Koijärvi. 